# شو شينغ
شو شينغ (بالصينية: 徐星) هو عالم أحفوريات صيني يشتهر بأنه أكثر العلماء تسميةً للديناصورات حيث أطلق مسمَّيات للديناصورات أكثر من أي عالم آخر. هذه الديناصورات تشمل العصر الجوراسي ومثيلات قرنيات الوجه والتيرانوصورويدات والجيجانتورابتور والترودونتيدات. ولد في سنجان بالصين عام 1969. تخرج من قسم الجيولوجيا في جامعة بكين، وهو حاليا زميل أبحاث في معهد الحفريات الفقارية والباليوأنثروبولوجي التابع للأكاديمية الصينية للعلوم في بكين. كان يخطط ليصبح مصمم برامج. ولكنه قُبل في قسم الجيولوجيا حسب قبول الحصص في شينجيانغ. تخرج في عام 1995 وتأثر بروي تشابمان أندروز.
من بين مساهمات شو الحفرية التي اكتشفها وحللها في علم أحافير الديناصورات والطيور تمكن من تطوير نظريات حول تطور الريش.

## وصلات خارجية
- منتدى الخبراء ( 2008-14): التقرير الأكاديمي (شو شينغ)